# Apogon atradorsatus
Apogon atradorsatus es una especie de pez de la familia de los apogónidos en el orden de los perciformes.

## Morfología
Los machos pueden alcanzar los 8,9 cm de longitud total.

## Distribución geográfica
Se encuentran al sudeste del Pacífico: islas Galápagos.